# Franz Seraph Reicheneder
Franz Seraph Reicheneder (* 1. Oktober 1905 in Frontenhausen; † 28. Dezember 1976 ebenda) war Pfarrer, Historiker und Heimatforscher.

Franz Seraph Reicheneder

Franz Seraph Reicheneder

## Leben
Reicheneder wurde am 1. Oktober 1905 in Frontenhausen geboren. Er besuchte das Gymnasium in Metten und studierte Theologie in Regensburg. Am 29. Juni 1932 wurde er in Regensburg zum Priester geweiht. Als Cooperator wirkte er von 1932 bis 1933 in Böbrach und von 1933 bis 1936 in Gangkofen, wo er in Konflikt mit der NS-Staatsmacht geriet und ihn nur die Versetzung vor dem KZ bewahrte. 1936 wurde Reicheneder Pfarrprovisor in Hohenwart bei Kötzting. Von 1936 bis 1937 wirkte er in Eslarn und von 1937 bis 1941 in Bubach bei Mamming (Benefiziat). 1941 übernahm er als Pfarrer die Pfarrei in Niedermotzing und 1953
in Ruhmannsfelden, wo er bis zu seinem Ruhestand im Jahr 1974 blieb.
Von 1954 bis 1957 führte er in Ruhmannsfelden umfangreiche Baumaßnahmen durch.
So wurden die Ökonomiegebäude des Pfarrhofs zum Jugendheim umgebaut
und die Pfarrkirche, der Pfarrhof und die Osterbrünnl-Kapelle renoviert.
Am 29. Dezember 1965 wurde ihm die Ehrenbürger-Urkunde der Marktgemeinde Ruhmannsfelden verliehen.
Den Ruhestand ab 1974 verbrachte er in seinem Geburtsort Frontenhausen.
Reicheneder starb am 28. Dezember 1976 in Frontenhausen.

## Werk: Chronik Ruhmannsfelden
In seiner Ruhmannsfeldener Zeit hinterließ Reicheneder eine umfangreiche Chronik über die Geschichte von Ruhmannsfelden und der umliegenden Orte.
Seine aus 29 DIN-A4-Ordnern bestehende „Chronik Ruhmannsfelden“, wie er die Chronik selbst bezeichnete, deckt fast alle historisch zu erforschenden Bereiche der jüngeren und auch älteren Geschichte von Ruhmannsfelden und Umgebung ab. Anschließend ein Inhaltsverzeichnis der Reicheneder-Chronik in Auszügen:
I. Kirchliche Nachrichten
- Seelsorger
- Pfarrmesner
- Bittgänge / Wallfahrten
- katholische Kirchenverwaltung
- Die Pfarrgründe in Ruhmannsfelden
- Pfarrjugendheim
- Pfarrbücher – Matrikelbücher der Pfarrei
- Die Evangelische Kirchengemeinde

II. Kirchliche Gebäude
- Pfarrkirche I
- Pfarrkirche II
- frühere (nicht mehr bestehende) Kapellen
- Pfarrei / Auspfarrung
- Religiöse Denkmäler
- Die „Evangelische“ Kirche

III. Kirchliche Vereine
- Kolpingsfamilie
- Katholische Landjugend
- Pfarrgemeinderat
- Katholiken-Ausschuss
- Marianische Männerkongregation
- Priesterhilfswerk
- Katholische Landjugend

Sakramenten Spendungen – Todeserklärung zur Eheschließung
V. Ruhmannsfelden
- Gemeindebesitz
- Der kirchliche Friedhof
- Der gemeindliche Friedhof
- Leichenhaus
- Wiedergabe: „Geschichte“ von Ruhmannsfelden (unbekannter Verfasser)
- Wiedergabe: Pfr. Kastenauer – Beschreibung der Pfarrei Ruhmannsfelden
- Photos, Bilder
- Geschichtliche Presseberichte

VI. Öffentliche Einrichtungen
- Ordensschwestern
- Georgen-Anstalt
- Krankenhaus
- Armenhaus
- Nähschule
- Ambulante Krankenpflege
- Schule

VII. Weltliche Vereine
- Allgemeines
- Militärische Vereine
- Gesangsvereine
  - Ruhmannsfeldener Sängergruppe
  - Liedertafel
  - Ruhmannsfeldener Blaskapelle
  - Musikzug der Freiwilligen Feuerwehr
  - Teisnachtaler Buam
- Standesvereine
- Politische Vereinigungen
- Soziale Vereinigungen
- Schupfer-Klub
- Verein zur Wirtschaftsbelebung
- Verein für Schäferhunde
- Kleingartenverein
- Geflügelzuchtverein
- Bienenzuchtverein
- Obst- und Gartenbauverein
- Heimatvertriebenenverbände
- Feuerwehr Ruhmannsfelden
- Spielmannszug
- Trachtenverein

IX. Ruhmannsfelden Handel Gewerbe I
X. Ruhmannsfelden Handel Gewerbe II
XI. Ruhmannsfelden Handel Gewerbe III
XII. Ruhmannsfelden Handel Gewerbe IV
XIV. Ruhmannsfelden
XV. Ruhmannsfelden  Siedlungs- u. Familiengeschichtliche Nachrichten
XVII. Gemeinde Zachenberg
- Wiedergabe: Trellinger – Zachenberg
- Wiedergabe: Högn – Heimat-Geschichte von Zachenberg
- Kapellen von Weichselsried und Göttlingsberg
- Kapellen in Muschenried
- CSU-Ortsverband
- Feuerwehr Lämmersdorf
- Feuerwehr Zachenberg
- Erläuterungsbericht zum Flächennutzungsplan Zachenberg
- ... Informationen über fast jeden der einzelnen Orte von Zachenberg

Dekanat Viechtach 1. Teil
Dekanat Viechtach 2. Teil
Dekanat Viechtach 3. Teil
Dekanat Viechtach 4. Teil
Landkreis I Ziffer I u. II
Landkreis II Ziffer III
Landkreis III Ziffer IV Soziale- und konstutive Einrichtungen
Landkreis IV Ziffer V Wirtschaftsleben
Landkreis VI
Zweitschriften
...
| Personendaten    | Personendaten                           |
| ---------------- | --------------------------------------- |
| NAME             | Reicheneder, Franz Seraph               |
| KURZBESCHREIBUNG | deutscher Historiker und Heimatforscher |
| GEBURTSDATUM     | 1. Oktober 1905                         |
| GEBURTSORT       | Frontenhausen                           |
| STERBEDATUM      | 28. Dezember 1976                       |
| STERBEORT        | Frontenhausen                           |